# Richard Janelle
Richard Janelle (né le 13 novembre 1947) est un coordinateur, secrétaire et homme politique fédéral du Québec.

## Biographie
Né à Warwick dans la région du Centre-du-Québec, il est élu député du Crédit social dans la circonscription fédérale de Lotbinière lors d'une élection partielle déclenchée après le décès du député sortant André-Gilles Fortin. Réélu en 1979, il passa du côté du Parti progressiste-conservateur du Canada la même année. Défait en 1980 par le libéral Jean-Guy Dubois, qu'il avait lui-même défait lors des deux élections qu'il remporta, il tenta de se faire élire dans Lévis lors d'une élection partielle en 1981, mais est défait par le libéral Gaston Gourde.
Durant son passage à la Chambre des communes, il fut secrétaire parlementaire du ministre de l'Expansion économique régionale en 1979.